# Örsjön (Gunnarps socken, Halland)
Örsjön är en sjö i Falkenbergs kommun och Svenljunga kommun i Halland och ingår i Ätrans huvudavrinningsområde. Sjön är 26,4 meter djup, har en yta på 0,825 kvadratkilometer och befinner sig 125,2 meter över havet. Sjön avvattnas av vattendraget Kvarnabäcken. Vid provfiske har abborre, gädda, lake och mört fångats i sjön.

## Delavrinningsområde
Örsjön ingår i det delavrinningsområde (633981-132473) som SMHI kallar för Mynnar i Ätran. Medelhöjden är 143 meter över havet och ytan är 24,85 kvadratkilometer. Det finns inga avrinningsområden uppströms utan avrinningsområdet är högsta punkten. Kvarnabäcken som avvattnar avrinningsområdet har biflödesordning 2, vilket innebär att vattnet flödar genom totalt 2 vattendrag innan det når havet efter 54 kilometer. Avrinningsområdet består mestadels av skog (75 %). Avrinningsområdet har 2,29 kvadratkilometer vattenytor vilket ger det en sjöprocent på 9,2 %.